# هنری ترائوره
هنری ترائوره (انگلیسی: Henri Traoré؛ زادهٔ ۱۳ آوریل ۱۹۸۳) بازیکن فوتبال اهل بورکینافاسو بود.
وی همچنین در تیم ملی فوتبال بورکینافاسو بازی کرده است.